# Opomyza petrei
Opomyza petrei är en tvåvingeart som beskrevs av Louis-Paul Mesnil 1934. Opomyza petrei ingår i släktet Opomyza och familjen gräsflugor. Arten är reproducerande i Sverige. Inga underarter finns listade i Catalogue of Life.